# Estatut d'Autonomia de Canàries
Estatut d'Autonomia de Canàries és la norma institucional bàsica de la Comunitat autònoma canària. És la norma encarregada de crear la Comunitat Autònoma Canària, la seva organització institucional, les seves competències i les seves relacions amb l'estat. Legalment, és la llei orgànica 10/1982, que fou aprovada i entrà en vigor el 10 d'agost de 1982. Sent reformada per llei orgànica 4/1996, el 30 de desembre de 1996. Actualment, s'està tramitant una nova reforma, que ha estat rebutjada pel congrés, tornant a Canàries per a ser debatuda.

## Història

### Orígens
El 30 de maig de 1481, després de la Conquesta de l'illa de Gran Canària per part de la Corona de Castella, té lloc la signatura del Pacte de Calataiud entre Els regnes de les Espanyes i el Regne de Canàries. Aquesta Carta concedia a Canàries una sèrie de privilegis econòmics i fiscals. Posteriorment es crearien diversos organismes, de diferents nivells, com els Cabildos insulars, l'Audiència de Canàries i el Bisbat. Després de finalitzar amb la Conquesta de Canàries al complet, aquesta carta va ser concedida a totes les illes, ja que al principi sol estava sent aplicada a Gran Canària.
Durant els segles xvii i xviii, el Pacte va perdent força a causa de problemes econòmics i polítics en Canàries que inicien un augment de la colonització espanyola en les illes. L'entrada d'Espanya en el segle xix comença amb la Guerra de la Independència Espanyola i una sèrie de governs dictatoriales i liberals conservadors i republicans, que a Canàries es manifesten amb la pèrdua de cotes sobirania acordada per la Carta de Calataiud, el que va fer que apareguessin normes com el Reial decret de Ports Francs en 1852 i la Llei de Ports Francs de 1900, provocant la disminució d'aranzels i l'entrada i sortida a baix preu de mercaderies.

### Intents autonomistes
Durant la I República i amb el projecte de Constitució Federal de 1873, es va projectar dotar a Canàries amb el grau d'estat federatiu: 
| «                                | Article 1º.- Componen la Nació Espanyola els Estats d'Andalusia Alta, Andalusia Baixa, Aragó, Astúries, Balears, Canàries, Castella la Nova, Castella la Vella, Catalunya, Cuba, Extremadura, Galícia, Múrcia, Navarra, Puerto Rico, València, Regions Bascongades. Els Estats podran conservar les actuals províncies o modificar-les, segons les seves necessitats territorials. | » |
| — TÍTOL I: De la Nació Espanyola | |   |

Però el pronunciament del general Martínez Campos va fer desaparèixer la república i, per tant, el projecte federal. Fins a 1931, amb l'aparició de la II República, no es va tornar a nomenar cap projecte d'autonomia per a Canàries ni per a les altres regions espanyoles. La Constitució de 1931 es va obrir el camí perquè les diferents regions poguessin convertir-se en autonomia. Perquè això arribés a donar-se era necessari que les províncies que es volien unir, creessin un estatut. A Canàries, el procés autonòmic apareix en 1936 (el Front Popular guanya les eleccions) mitjançant el republicà Ramón Gil Roldán, president sortint de la Mancomunitat Provincial Interinsular de Santa Cruz de Tenerife, i el Col·legi d'Agents Comercials de Las Palmas, que presenten sengles projectes d'Estatuts. L'agost de 1936, les Mancomunitats Provincials de Las Palmas i Santa Cruz de Tenerife són les encarregades de realitzar una nova proposta d'Estatut per a Canàries, on es fa esment a la capitalitat compartida. No obstant això, l'alçament militar del 18 de juliol interromp aquest procés, apareixent la dictadura del General Franco que deixaria sense autonomia les regions espanyoles durant 40 anys.

### Estatut actual
Després de la mort de Franco i la celebració de les primeres eleccions democràtiques a Espanya, a Canàries s'obre una etapa preautonòmica, per la qual es crea la Junta de Canàries mitjançant Reial decret 9/1978 com òrgan de Govern de les illes. Aquesta serà l'encarregada de redactar l'estatut de Canàries, després d'aprovar-se la Constitució Espanyola. La Junta va funcionar en Ple Permanent i en Consell Permanent i tenia com funcions, entre altres qüestions, gestionar i administrar les funcions i serveis que transfereixi l'administració de l'Estat (Reial decret 476/1978 de 17 de març). La redacció de l'estatut comença i és aprovada el 10 d'agost de 1982 mitjançant la Llei Orgànica 10/1982. El mateix dia és aprovada la LOTRACA (Llei Orgànica de Transferències Complementàries a Canàries) amb la qual les competències de la Comunitat van augmentar. L'estatut es va reformar en 1996 introduint-se el terme de nacionalitat, el concepte d'arxipèlag en la determinació del territori, la millor consideració de les illes i els seus cabildos i es van assumir les matèries transferides mitjançant la LOTRACA. Una segona reforma va ser aprovada pel Parlament de Canàries en 2006 i va ser remesa al Congrés dels Diputats per al seu estudi.
El 2018 s'aprovà una reforma, la Llei Orgànica 1/2018, de 5 de novembre.

## Articulat
L'estatut vigent està estructurat en 65 articles, cinc disposicions addicionals, sis transitòries i una final, organitzades en un preàmbul, un títol preliminar i 5 títols.
Títol Preliminar. Disposicions Generals(arts. 1 al 7)
- La capitalitat de la Comunitat és compartida, entre Las Palmas de Gran Canària i Santa Cruz de Tenerife
- Defineix el territori de la Comunitat en l'Arxipèlag Canari, comprès per les illes de El Hierro, Fuerteventura, Gran Canària, La Gomera, Lanzarote, La Palma i Tenerife, i els illots d'Alegranza, la Graciosa, Lobos i Montaña Clara, Roque del Este i Roque del Oeste.
- Indica els principis rectors de la seva política:

a) La promoció de les condicions necessàries per al lliure exercici dels drets i llibertats dels ciutadans i la igualtat dels individus i els grups que ho integren.
b) La de defensa de la identitat i dels valors en interessos del poble canari.
c) La consecució de la plena ocupació i del desenvolupament equilibrat entre les illes.
d) La solidaritat consagrada en l'art. 138 de la Constitució.
i) La defensa i protecció de la naturalesa i el medi ambient
Títol I. De les Institucions de La Comunitat Autònoma(arts. 8 al 29)
- El Parlament de Canàries (poder legislatiu) és la institució que representa al poble canari, el nombre de diputats no pot ser inferior a 50 ni superior a 70 i el sistema electoral és el de Representació proporcional, constituint cadascuna de les illes una circumscripció electoral.
- El Govern de Canàries està compost pel president, el Vicepresident i els Consellers. Dirigeix el poder executiu i el President és triat pel parlament de Canàries, i aquest als consellers, vicepresidents, etc.
- Els Cabildos constituïxen els òrgans de Govern, administració i representació de cada illa. S'organitzen i administren les seves competències mitjançant la Llei 14/1990, de 26 de juliol, de Reforma de la Llei 8/1986, de 18 de novembre, de Règim Jurídic de les Administracions Públiques de Canàries.
- Diputat del Comú és l'alt comissionat del Parlament de Canàries per a la defensa dels Drets Fonamentals i Llibertats Públiques. Supervisa les activitats de les administracions públiques canàries.
- Tribunal Superior de Justícia de Canàries (poder judicial) és l'òrgan judicial que culmina l'organització judicial en el territori canari. Està integrat pels tribunals de justícia dintre de la Comunitat autònoma Canària.

Títol II. De les Competències de la Comunitat Autònoma Canària(arts. 30 al 39)
- Totes les competències incloses en a l'article 148 de la Constitució, que són exclusives per a les comunitats autònomes.
- Té competències exclusives, segons el que es disposa en els articles 38, 131, 149.1.11ª i 13a de la constitució, en: agricultura, ramaderia, indústria (sense perjudici de normes estatals), comerç interior, defensa del consumidor, ordenació i planificació de l'activitat econòmica regional, denominacions d'origen i institucions de crèdit cooperatiu públic i territorial i Caixes d'Estalvi.
- A més, per la Lotraca (Llei orgànica de transferències a Canàries), l'estat va cedir algunes competències necessàries per a la comunitat a causa de la seva insularidad, com la gestió de ports i aeroports d'interès general, arribant comparar-se amb l'àmbit competencial de les nacionalitats històriques disposat en l'article 151 de la Constitució.

Títol III. Del Règim Jurídic(arts. 40 al 44) Recull els privilegis i potestats del Parlament i el Govern, i l'elaboració de les lleis del parlament.
Títol IV. De l'Economia i la Hisenda(arts. 45 al 63)
- Nomena el Règim Econòmic i Fiscal de Canàries i la seva aplicació derivada en normes estatals.
- Explica el Patrimoni i els recursos de la Comunitat Autònoma.
- Defineix i regula el Règim Financer i Tributari de la Comunitat

Títol V. De la Reforma de l'Estatut(arts. 64 i 65)
- Assenyala el procediment per a reformar l'estatut.
- La iniciativa de reforma correspon al Parlament, al Govern de Canàries o a les Corts Generals.
- Si s'altera l'organització dels poders de Canàries, sera necessari una audiència prèvia amb els Cabildos insulars.

Disposicions Addicionals
- L'Audiència Provincial de Tenerife s'integrarà en l'Audiència de Canàries.
- Cessió del rendiment de tributs com: impostos sobre jocs, successions i donacions, etc.
- La Delegació del Govern de la Comunitat es troba a Las Palmas de Gran Canària.

Disposicions Transitòries
- Es fixa el nombre de diputats del Parlament a 60, segons l'art. 9 de l'estatut, mitjançant la següent distribució: 15 per cadascuna de les illes de Gran Canària i Tenerife, vuit per La Palma, vuit per Lanzarote, set per Fuerteventura, quatre per La Gomera i tres pel Hierro.
- Es nomena la creació de la Lotraca.

Disposició Final
- Dicta l'entrada en vigor de l'estatut el dia de la seva publicació al BOE.